# Caluire-et-Cuire
Caluire-et-Cuire là một xã thuộc tỉnh Rhône trong vùng Rhône-Alpes phía đông nước Pháp. Xã này nằm ở khu vực có độ cao từ 165-275 mét trên mực nước biển.